# Navy Working Uniform

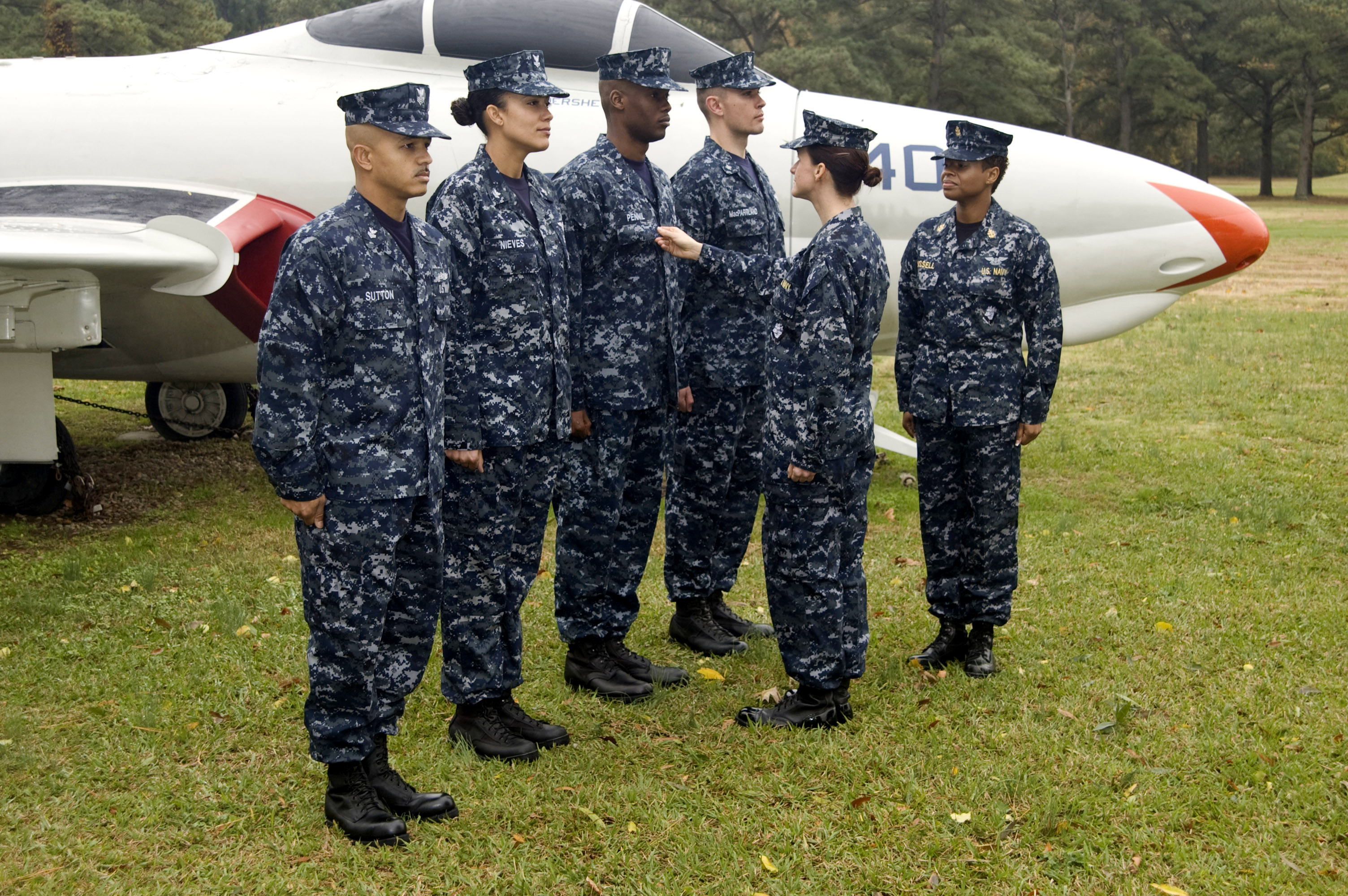
Die Navy Working Uniform Type I, getragen von Seeleuten auf der Naval Air Station Oceana.

Die Navy Working Uniform, kurz NWU, ist die derzeitige Dienstbekleidung der United States Navy. Sie wird dort getragen, wo andere Uniformen übermäßig durch Verschmutzungen zu leiden hätten oder aus anderen Gründen für den Einsatz ungeeignet sind, somit ist der Haupteinsatzort die Arbeit auf See und in industriellen Umgebungen. Seit Juli 2010 sind die Navy Working Uniform und die dazugehörigen Overalls die einzigen von der Navy autorisierten Arbeitsuniformen.

## Design

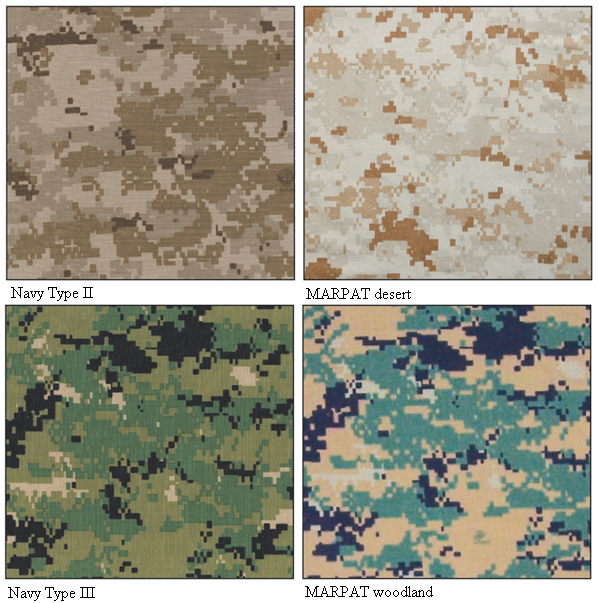
NWU Type II und III im Vergleich mit den entsprechenden Musterungen der MARPAT-Tarnbekleidung.

Basierend auf der MARPAT-Marine Corps Combat Utility Uniform des US Marine Corps und mit einer Vielzahl an Taschen an Oberteil und Hose versehen, verwendet die NWU eine mehrfarbige digitale Musterung, wie auch die von den anderen Teilstreitkräften der Vereinigten Staaten verwendeten Uniformen. Es gibt drei große Varianten, die Type I, überwiegend aus Blautönen mit ein wenig Grau zusammengesetzt, benutzt von der Mehrheit der Seeleute an Bord, des Weiteren Type II als Wüstentarnmuster und Type III als Waldlandtarnmuster, die letzteren beiden für die Benutzung durch Personal gedacht, welches in entsprechenden Umgebungen operieren soll, wie beispielsweise die Navy SEALs. Teilweise werden die Wüsten- und Waldlandvarianten geringfügig anders geschneidert als die klassische blaue Variante.
Die vorherrschende blaue Farbe wurde symbolisch für die bevorzugte Umgebung der Navy und Verbindung zu seebasierenden Operationen gewählt. Das digitale Muster soll ebenfalls die Abnutzung und Flecken, die bei den bislang für die Arbeit verwendeten Khakis unvermeidlich auftraten, besser verbergen. Ein weiterer Grund für die verwendeten Farben waren der Grund, dass diese den gängigsten Schiffsfarben entsprechen und somit auf längeren Einsätzen, an denen die Arbeitsuniform oftmals mit frisch gestrichenen Flächen in Kontakt kommen kann, die Lebenszeit der Uniformen verlängern soll. Seit 2012 wurde die NWU nach längeren Diskussionen auch zum Tragen außerhalb militärischer Einrichtungen freigegeben.
Seit Januar 2009 werden die NWUs (ursprünglich nur Type I) im Dienst getragen.
Im Januar 2010 zog die Navy in Erwägung, neue Mustervarianten aus dem bestehenden MARPAT zu modifizieren, daraus entstanden die Wüstenvariante Type II und die Waldlandvariante Type III. Letztere sind etwas dunkler als ihre MARPAT-Pendents, mit anderen Farbschattierungen und vertikal ausgerichteten Pixelmustern für die Type III (verglichen mit der horizontalen Ausrichtung des Waldland-MARPAT). Die Entwicklung zusätzlicher Muster wurden auch dem Umstand geschuldet, dass das Type I für den Arbeitseinsatz und nicht konkret für eine Kampfumgebung gewählt wurde (etwa sind die Battle Dress Uniform und Desert Camouflage Uniform auch weiterhin für den Gebrauch Kampfeinsatz gedacht).

## Eigenschaften und Ausstattung

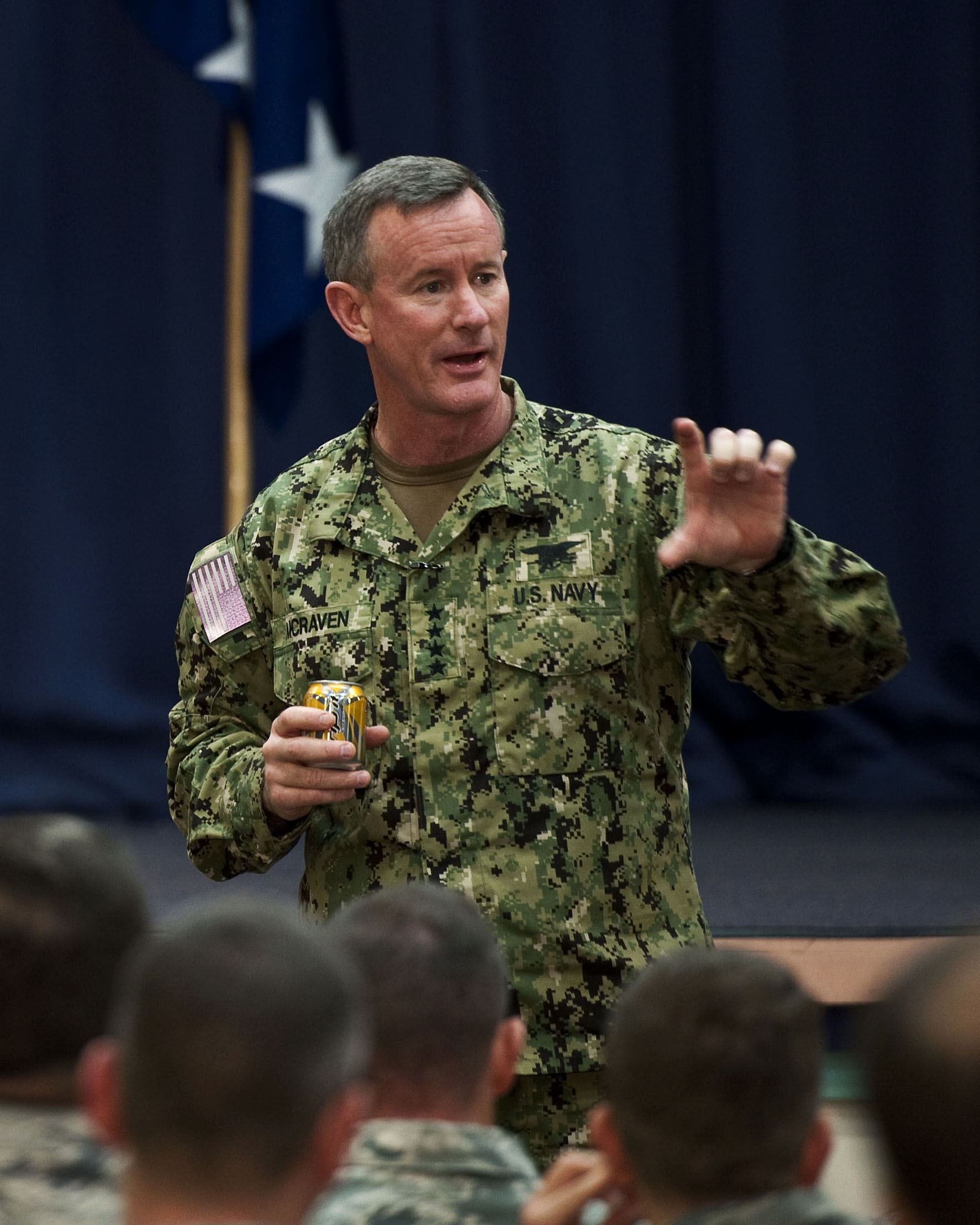
Die NWU Type III, getragen von US SOCOM Commander Admiral William McRaven, 2012.

Zusammengesetzt aus 50 % Nylon und 50 % Baumwolle ist die Uniform sehr pflegeleicht, da es nicht mehr nötig wird, die Kleidung zu stärken und zu pressen und da der Stoff eine erhöhte Widerstandsfähigkeit gegen Schnitte und Risse durch scharfe Objekte aufweist und somit eine längere Lebensdauer besitzt. Als Nachteil erweist sich bei dieser Zusammensetzung jedoch die leichte Entzündlichkeit des Gewebes mit der Eigenschaft des brennenden Stoffes, sich nur schwer vom Träger herunterreißen zu lassen. Ein neuer Bekleidungstyp in feuerbeständiger Ausführung (FRV) wird seit 2014 an Bord von Schiffen, jedoch nicht auf U-Booten verwendet. Dieser besteht nunmehr aus 100 % Baumwolle, um einen besseren Schutz vor Feuer zu gewährleisten.
An Accessoires existieren ein marineblaues Baumwollshirt, eine achteckige Feldmütze (wie sie auch bei den Marines verwendet wird) und ein Netzgürtel mit geschlossener Schnalle. Allwettertaugliche Kleidungsstücke umfassen einen Sweater, eine Fleece-Jacke und einen Parka, allesamt in passendem Tarnmuster.

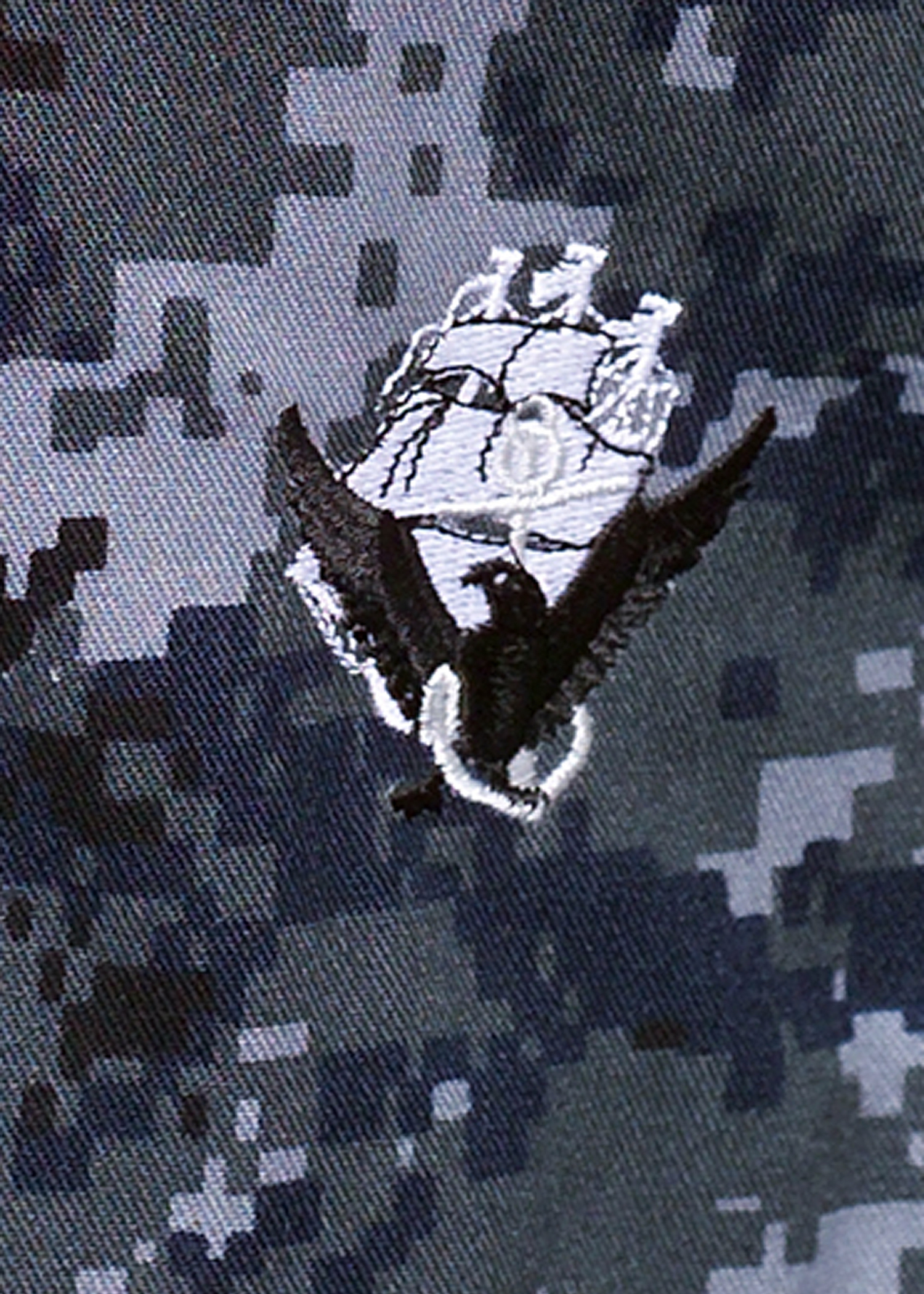
Das ACE-Emblem auf dem Muster der NWU Type I.

Rangabzeichen am Kragen beidseits sowie an der Frontseite der achtseitigen Feldmütze, ein aufgenähtes Namensschild und "U.S. NAVY"-Banner werden an der Uniform getragen, die Schrift ist in goldenen Lettern für Offiziere und Kommandeure sowie in silbernen für niedrigere Ränge gehalten. Auf jeder NWU ist das ACE-Emblem auf der linken Brusttasche aufgebracht, welches die Symbole für Anchor (Anker), Constitution und Eagle (Adler) zeigt.
Schwarze Sicherheitsstiefel, wie sie die US Coast Guard mit deren neuer Operational Dress Uniform verwenden, werden gemeinsam mit der NWU getragen. Die Stiefel kommen in zwei Varianten, einerseits schwarze Glattlederstiefel und andererseits nicht glänzende Wildlederstiefel zum optionalen Tragen bei nicht-schiffsbasierten Unternehmungen.
Wie auch die vorhergehenden Arbeitsuniformen wurde auch die NWU kreiert, um das Personal auch unter rauen klimatischen Bedingungen trocken und warm zu halten, daher sind die Uniformen ein wenig größer geschnitten, um darunter bequemer Sweater tragen zu können und mit den schiffsinternen Feuerschutzbestimmungen konform zu gehen. Weitere Unterschiede zu den Vorgängern beinhalten beispielsweise die längere Lebensdauer und das Wegfallen der Bügelpflicht, ebenfalls sind mit vier Taschen auf dem Oberteil inklusive zweier an den Ärmeln sowie sechs Taschen an der Hose mehr Taschen angebracht.
Einfache blaue Overalls werden seit langem als Arbeitsuniformen auf See und in schmutzigen Arbeitsumgebungen an Land verwendet. Diese sind nicht zum Gebrauch außerhalb der Marineeinrichtungen autorisiert, typischerweise existieren lokale Beschränkungen, die etwa vorschreiben, dass die Overalls nicht außerhalb des Piers oder den Grenzen des bezeichneten Arbeitsbereiches getragen werden dürfen. Offiziere tragen Overalls mit goldenen Insignien, khakifarbenem Gürtel und goldener Schnalle, wohingegen Seeleute in den Gehaltsstufen E-6 und darunter Overalls mit silbernen Insignien, schwarzem Gürtel und silberner Schnalle tragen. Seit Januar 2011 ist das marineblaue Baumwollunterhemd in Kombination mit der NWU das einzige Unterhemd, das unter dem Overall getragen werden darf (davor durften etwa auch weiße Baumwollhemden gewählt werden). Die NWU wurde kreiert, um diese Overalls als Arbeitskleidung in den erwähnten Bereichen abzulösen. Je nach Schiff wird einzeln entschieden, ob die NWU oder Overalls getragen werden dürfen.